# Stråket, Åland
Stråket är en fjärd i Åland (Finland). Den ligger i den östra delen av landskapet, 50 km nordost om huvudstaden Mariehamn.